# Мокрятчино
Мокрятчино — деревня в Смоленском районе Смоленской области России. Входит в состав Козинского сельского поселения. Население — 19 жителей (2007 год). 
Расположена в западной части области в 8 км к востоку от Смоленска, в 7 км южнее автодороги Р134 «Старая Смоленская дорога» Смоленск — Дорогобуж — Вязьма — Зубцов. В 3 км северо-восточнее деревни расположена железнодорожная станция Духовская на линии Москва — Минск. 

## История
В годы Великой Отечественной войны деревня была оккупирована гитлеровскими войсками в июле 1941 года, освобождена в сентябре 1943 года. 